# 河村譲三郎

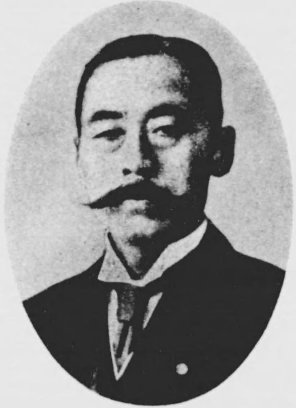
河村譲三郎

河村 譲三郎（かわむら じょうざぶろう、1859年3月23日（安政6年2月19日） - 1930年（昭和5年）4月14日）は、明治から昭和時代にかけての法曹。大審院検事、司法次官、貴族院議員等を歴任し、法典調査会委員として民法・行政関連法の成立に尽くした。滋賀県出身者として司法省法学校同期の田部芳と共に最初の法学博士（博士登録番号21番）。

## 生涯
生涯概略
河村譲三郎は京都府士族不破確蔵の三男として1859年3月23日（（旧暦）安政6年2月19日）に生まれたが、現滋賀県大津市園城寺町にある円満院の寺侍河村真秀の養子となり、大津にて育つ。1876年（明治9年）7月司法省法学校に入学し1884年（明治17年）7月同校を卒業、司法省御用掛に任じられると共に12月文部省御用掛として母校教員を兼務する。
1886年（明治19年）2月ヨーロッパ派遣15名の司法官の一人に選ばれ留学し、ドイツはライプツィヒ大学とミュンヘン大学に学び、1890年（明治23年）10月に帰国した。帰国後11月司法省参事官として本省勤務となり、1891年（明治24年）8月東京控訴院判事、1892年（明治25年）11月前橋地方裁判所長を歴任した後1893年（明治26年）参事官として再度本省に異動した。またこの頃和仏法律学校において民事訴訟法の講義を担当していた。1895年（明治28年）11月法制局参事官を兼務し、1897年（明治30年）1月法典調査会委員となり民法・行政関連法等の制定に尽力した。
1898年（明治31年）6月 司法省参事官に加え大審院検事を兼務し、1903年（明治36年）9月司法省民刑局長に就任する。日露戦争の最中1904年（明治37年）5月ハーグ国際私法会議（Hague Conference on Private International Law：HCCH）加盟のため政府委員として同第4回会議に派遣される。1906年（明治39年）1月8日司法省次官に就任し1911年（明治44年）9月6日次官を退任する。1912年（大正元年）12月に貴族院勅選議員に任じられる。1930年（昭和5年）4月14日心臓内膜炎に肺炎を併発し東京府下荏原町中延の自邸にて逝去した。

### 略歴
略年譜
- 1859年3月23日（(旧暦)安政6年2月19日） 誕生。
- 1876年（明治9年） 司法省法学校入学する。
- 1884年（明治17年） 司法省法学校卒業し司法省御用掛に任じられる。
- 1886年（明治19年） ヨーロッパに官費留学生として派遣される。
- 1890年（明治23年） 留学を終え帰国し、私法参事官に就任する。
- 1893年（明治26年） 東京控訴院判事・前橋地方裁判所長を歴任した後、再度司法省参事官に就任する。
- 1895年（明治28年） 法制局参事官を兼ねる。
- 1897年（明治30年） 法典調査会委員を委嘱される。
- 1898年（明治31年） 大審院検事を兼務する。
- 1899年（明治32年） 3月27日 推薦により法学博士に叙される。
- 1903年（明治36年） 司法省民刑局長に就任する。
- 1904年（明治37年） 第四回ハーグ国際私法会議に日本政府代表として参加する。
- 1906年（明治39年） 司法省次官に任じられる。
- 1912年（大正元年）12月5日 貴族院議員となる[2]。
- 1914年（大正3年）4月7日 - 錦鶏間祗候に任じられる[3]。
- 1930年（昭和5年）4月14日 逝去する。

## 栄典
- 1901年（明治34年）6月27日 - 勲四等瑞宝章[4]
- 1903年（明治36年）5月21日 - 旭日小綬章・金杯一個[5]
- 1905年（明治38年）6月24日 - 勲三等瑞宝章[6]
- 1906年（明治39年）4月1日 - 勲二等瑞宝章[7]

## エピソード他
司法省法学校での成績
河村は法学校入学時104名中92位で入学したが、入学半年後の席次は2位、卒業時にも2位（因みに1位は梅謙次郎、3位が秋月左都夫）と優等生であった。河村は体が弱く、本人によれば「全国より募集された子弟が百余名同時に入学したが、間もなく病気に倒れた者が二・三人あった。自分も風土が変わったため重い胃腸病に罹り身体が衰弱して、かろうじて学科に耐えた程でこの次（倒れるの）は河村の番だと言われていた」。
貴族院議員
河村は1911年（明治44年）9月6日次官を退任し、直後に貴族院議員に勅選される予定であったところ、1912年（大正元年）12月に漸く勅選された。その間の事情については「河村の（勅選）推薦は当然のことで、桂内閣倒閣後明治44年には勅選されるべき筈であったが、途中から徳富蘇峰氏が割り込んで来たことから川村氏だけが勅選から漏れた。河村氏を推薦した桂内閣の岡部司法大臣（岡部長職）は非常に憤慨し、また岡部が所属する研究会（貴族院内の会派）会員も岡部の推薦が排斥されたことは取りも直さず研究会を侮辱したものだと怒りだし、混乱の体を来たした。岡部は西園寺侯爵（西園寺公望）に河村勅選を掛け合っていたところ、かって司法大臣であった松田正久も西園寺掛け合い、漸く大正元年12月河村は貴族院議員に勅選された」とのことである。

## 論文・著作
- 「民事訴訟法」（河村譲三郎 和仏法律学校 1894年）
- 「民事訴訟法講義」（河村譲三郎 和仏法律学校講義録出版部 1897年）
- 「大日本帝國司法制度沿革」（河村讓三郎監修 泉二新熊 1909年）
- 「日本立法資料全集 別巻488-493」（石渡敏一・富谷鉎太郎・河村譲三郎他 信山社出版 2008年）